# Mahdi Fleifel
Mahdi Fleifel (født 25. oktober 1979 i Dubai i De Forenede Arabiske Emirater) er en palæstinensisk-dansk filminstruktør. Han er især kendt for den meget prisvindende dokumentarfilm A World Not Ours fra 2012. I 2024 debuterede han som spillefilminstruktør med dramaet To a Land Unknown, der fik verdenspremiere ved filmfestivalen i Cannes.

## Baggrund
Mahdi Fleifels far og mor stammede begge fra den palæstinensiske flygtningelejr Ain El-Helweh i Libanon. De flyttede til Dubai for at komme væk fra udsigtsløsheden i flytningelejren, og her blev Mahdi født i 1979. Da faren mistede sit job, blev familien nødt til at vende tilbage til lejren, men rejste to år senere, da Mahdi var 9 år, til Danmark, hvor familien slog sig ned i Ålsgårde ved Helsingør. Mahdi blev dansk statsborger og tog klassisksproglig studentereksamen, men har siden 2000 boet, studeret og arbejdet i England, og fra 2014-2018 i Amsterdam. Efter en tid på University of Wales, Newport startede Mahdi Fleifel i 2007 på den britiske National Film and Television School i Beaconsfield, hvorfra han i 2009 blev færdiguddannet som fiktionsinstruktør.

## A World Not Ours
Fleifels mest kendte film er A World Not Ours, en dokumentarisk beretning om flygningelejren Ain El-Helweh, der bygger på 30 års optagelser fra lejren, blandt andet fra amatør-optagelser taget under Fleifels gentagne sommerferie-ophold i lejren som barn. Ikke mindst scenerne med Fleifels bedstefar gør indtryk i filmen. I Politiken kaldte anmelderen den "forfriskende anderledes" og "en meget anden slags film om palæstinensernes situation, end man er vant til", mens Kristeligt Dagblad omtalte den som "den musikalsk boblende og menneskevarme film, der er blevet beskrevet som Woody Allen møder Kafka i en palæstinensisk flygtningelejr". Filmen er blevet vist på festivaler i det meste af verden og har modtaget et væld af priser. Således modtog den fredsprisen på Berlinalen i 2013, den første Spot Film Pris på den danske SPOT Festival i 2014 og prisen som Best International Film på Edinburghs filmfestival i 2013.
I 2021 købte streamingtjensten Netflix filmen sammen med fire andre af Fleifels film til streaming for brugerne.

## To a Land Unknown
I 2024 debuterede Fleifel som spillefilminstruktør med To a Land Unknown om to palæstinensiske flygtninge, der er strandet i Athen i deres forsøg på at komme til Tyskland. Filmen fik verdenspremiere på filmfestivalen i Cannes i 2024 i sideprogrammet "Quinzaine des Cinéastes" og fik ni minutters stående applaus ved fremvisningen.

## Filmpriser og filmografi

### Udmærkelser
Mahdi Fleifels film er blevet nomineret til 196 filmpriser internationalt og har vundet 91. De fleste udmærkelser skyldes A World Not Ours, men også Fleifels øvrige arbejde i form af kortfilm har vundet udmærkelser på diverse filmfestivaler mv. verden over. I 2016 modtog Fleifel Sølvbjørnen for kortfilmen A Man Returned på Berlinalen. I 2017 blev hans kortfilm A Drowning Man nomineret til Guldpalmen i Cannes, og i 2018 modtog han prisen for bedste korte dokumentar for I Signed The Petition på IDFA (International Documentary Festival Amsterdam). Både A Man Returned og I Signed the Petition var desuden nominerede til bedste kortfilm ved European Film Awards i henholdsvis 2016 og 2018.

### Filmografi
- 2012 A World Not Ours (dokumentarfilm, 93 min.)
- 2014 Xenos (dokumentarkortfilm)
- 2015 20 Handshakes for Peace (dokumentarkortfilm)
- 2016 A Man Returned (dokumentarkortfilm)
- 2017 A Drowning Man (kortfilm)
- 2018 I Signed the Petition (dokumentarkortfilm)
- 2020 3 Logical Exits (dokumentarkortfilm)
- 2024 To a Land Unknown